# Saxifraga strigosa
Saxifraga strigosa är en stenbräckeväxtart som beskrevs av Nathaniel Wallich. Saxifraga strigosa ingår i Bräckesläktet som ingår i familjen stenbräckeväxter. Inga underarter finns listade i Catalogue of Life.